# Paionios van Efeze
Paionios van Efeze (Oudgrieks: Παιώνιος / Paiōnios) was een bouwmeester uit Efeze.
Hij voltooide samen met zijn stadsgenoot Demetrios de tempel van Artemis in Efeze (ca. 440 v.Chr.) en bouwde het Didymaeum (tempel van Apollon Didymeus) te Milete (436 v.Chr.).

## Referentie
- art. Paeonius (1), in F. Lübker - trad. ed. J.D. Van Hoëvell, Classisch Woordenboek van Kunsten en Wetenschappen, Rotterdam, 1857, pp. 691-692.